# Coursetia greenmanii
Coursetia greenmanii là một loài thực vật có hoa trong họ Đậu. Loài này được (Millsp.) R. Duno & Carnevali mô tả khoa học đầu tiên năm 2010.